# 바흐치사라이궁

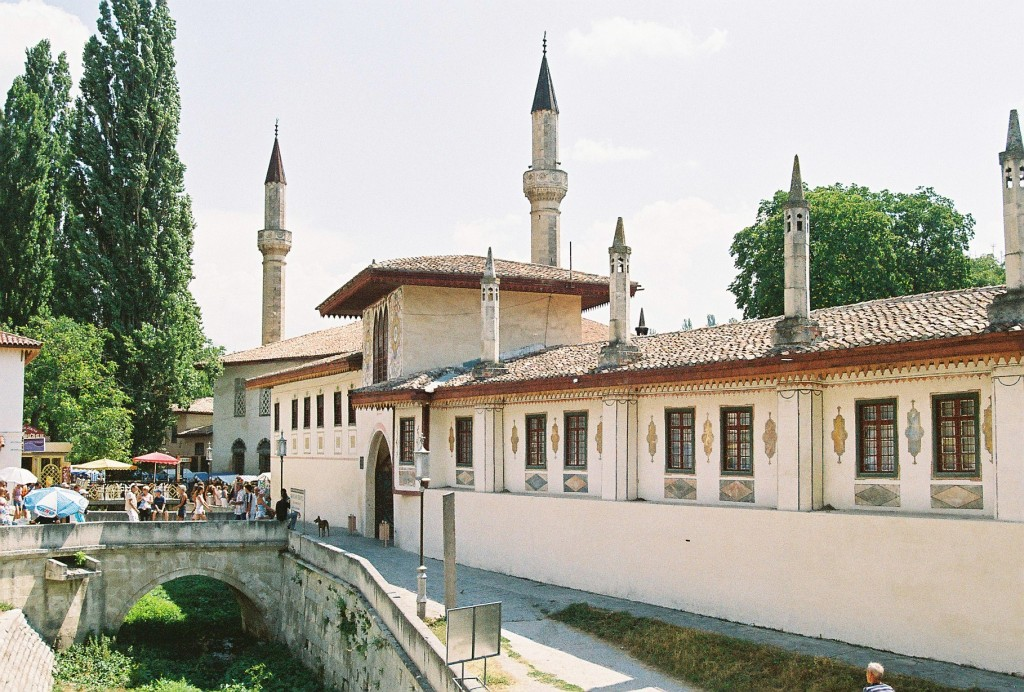
바흐치사라이궁

바흐치사라이궁(러시아어: Ханский дворец, 우크라이나어: Ханський палац, 크림 타타르어: Han Saray)은 크림반도 바흐치사라이에 있는 궁전이다. 1532년에 세워진 크림 칸국의 궁전으로서 모스크, 하렘, 무덤, 생활 공간, 정원을 포함한다. 내부는 전통적인 16세기 크림 타타르족 스타일을 반영한다. 스페인의 알람브라 궁전, 터키의 톱카프 궁전, 돌마바흐체 궁전 등과 더불어 유럽에 있는 가장 잘 알려진 이슬람교 양식의 궁전 가운데 중 하나다.

## 역사
바흐치사라이 궁전은 16세기 전반에 살라츠크(Salaçıq, 현재 크림반도 스타리크림)로부터 천도한 크림 칸국이 계획했다. 궁전의 디자인과 미나레트는 16세기 오스만 제국, 페르시아, 이탈리아 출신 건축가들이 세웠다. 후에 다소 무너지기도 했으나 복원을 통해 기초 형태는 유지하고 있다. 몇몇 부속 건물이 나중에 추가되기도 했다.